# Aldo Maldera
Aldo Maldera (Milão, 14 de outubro de 1953 - Roma, 1 de agosto de 2012) foi um futebolista profissional italiano que atuava como defensor.

## Carreira
Aldo Maldera representou a Seleção Italiana de Futebol, na Copa do Mundo de 1978.

## Morte
Maldera morreu aos cinquenta e oito anos de idade na cidade de Roma.